# Björneborg, Kristinehamns kommun
För den finländska staden, se Björneborg.
Björneborg, Värmlands Björneborg, är en gammal bruksort i Kristinehamns kommun i Värmland, cirka 12 km sydost om Kristinehamns centralort och cirka 12 km väster om Degerfors, vid södra änden av sjön Vismen, och har cirka ett tusen invånare. 
Scana Steel Björneborg AB (grovsmide) är största arbetsgivaren. På orten finns också Björneborgs kyrka som är en långhuskyrka byggd av tegel och som saknar torn och har ett smalare kor. Den är byggd efter Cyrillus Johanssons ritningar och invigdes 1956.
I norra Björneborg ligger det kommunalt förvaltade Gräsviksbadet. 

## Historia
Björneborg är en gammal bruksort. År 1656 ansökte dåvarande rådmannen i Kristinehamn Olof Persson om rättigheter att anlägga en hammarsmedja vid Vismans utlopp i sjön Vismen. År 1659 kom verksamheten igång.
Detta järnbruk bestod länge av två stångjärnshamrar, men under 1830- och 1840-talen byggdes verksamheten ut. I början av 1870-talet skedde nästa stora utbyggnad. Då tillkom bessemerverk, stålsmedja med 14 ånghamrar, gjuteri, mekanisk verkstad samt en modern dubbelmasugn med uppsättningsmål efter Charlevilles konstruktion.
Bruket kom att vara i familjen Nordenfeldts ägo i flera decennier, tills det 1895 såldes på exekutiv auktion för 640 000 kr till Värmlands enskilda bank. År 1898 ombildades bruket till Björneborgs Jernverks AB. År 1905 bestod verksamheten av ett bessemerverk med 2 masugnar, 2 bessemerkonvertrar, 2 rostugnar m. m., ånghammarsmedja med 9 ånghamrar, gjuteri med 2 kupolugnar, mekanisk verkstad samt ångsåg. Även cirka 4 600 hektar åker, äng och skogsmark tillhörde järnverket. Bland senare ägare kan bl.a. Atlas Diesel AB, Motala Verkstad och Axel Johnson-koncernen nämnas.
I samband med omstruktureringar inom svensk stålindustri under 1980-talet avyttrade den dåvarande ägaren Avesta AB (tidigare Avesta Jernverks AB) Björneborgs Jernverk 1987. Ägandet kom sedan att övergå till Boxholms AB, sedan norska Scana Industrier (under namnet Scana Steel) 1993. Nuvarande ägarstruktur består av en trio värmländska investerare som köpte upp konkursboet efter Scana Steel i april 2019. Verksamheten omfattar stålverk, friformsmedja, värmebehandling, maskinverkstad samt färdigbearbetning på Höje inne i Kristinehamn. Antalet anställda uppgår till cirka 170 personer.
Vid 1900-talets slut drabbades Björneborg hårt av utflyttning och befolkningen minskade snabbt från 2 000 till 1 200 invånare. Detta drabbade affärslivet och med få års mellanrum försvann post, bank, försäkringskassa och vissa affärsrörelser som ICA i början av 1980-talet och Nordgrens Närbutik, vilken hade öppnats av Harald Nordgren 1965.
Björneborg är beläget i Visnums socken och ingick efter kommunreformen 1862 i Visnums landskommun, där för orten Björnebergs municipalsamhälle inrättades 24 september 1948 och sedan upplöstes 31 december 1954. Från 1971 ingår orten i Kristinehamns kommun.

### Befolkningsutveckling
| Befolkningsutvecklingen i Björneborg 1950–2020 | Befolkningsutvecklingen i Björneborg 1950–2020 | Befolkningsutvecklingen i Björneborg 1950–2020 | Befolkningsutvecklingen i Björneborg 1950–2020 | Befolkningsutvecklingen i Björneborg 1950–2020 |
| ---------------------------------------------- | ---------------------------------------------- | ---------------------------------------------- | ---------------------------------------------- | ---------------------------------------------- |
|                                                |                                                |                                                |                                                |                                                |
| År                                             |                                                |                                                | Folkmängd                                      | Areal (ha)                                     |
| 1950                                           | 1950                                           |                                                | 1 691                                          |                                                |
| 1960                                           | 1960                                           |                                                | 1 785                                          |                                                |
| 1965                                           | 1965                                           |                                                | 1 858                                          |                                                |
| 1970                                           | 1970                                           |                                                | 1 872                                          |                                                |
| 1975                                           | 1975                                           |                                                | 1 960                                          |                                                |
| 1980                                           | 1980                                           |                                                | 1 854                                          |                                                |
| 1990                                           | 1990                                           |                                                | 1 694                                          | 159                                            |
| 1995                                           | 1995                                           |                                                | 1 523                                          | 159                                            |
| 2000                                           | 2000                                           |                                                | 1 343                                          | 159                                            |
| 2005                                           | 2005                                           |                                                | 1 195                                          | 159                                            |
| 2010                                           | 2010                                           |                                                | 1 099                                          | 157                                            |
| 2015                                           | 2015                                           |                                                | 1 237                                          | 144                                            |
| 2020                                           | 2020                                           |                                                | 1 101                                          | 146                                            |
|                                                |                                                |                                                |                                                |                                                |

## Personer från Björneborg
- Sören Dalevi, biskop i Karlstads stift sedan 2016[7]
- Helge Fossmo, pastor, uppväxt i Björneborg
- Annica Svensson, fotbollsspelare, uppväxt i Björneborg

## Idrott
Björneborgs IF är namnet på ortens fotbollsklubb, i föreningen finns ett par knattelag men det har inte funnits något seniorlag sedan 2019 då herrarna lade ner efter att ha slutat näst sist i Division 7 Värmland Östra. Största meriten är en femteplats i Division 4 Värmland Östra 1965. 

## Galleri

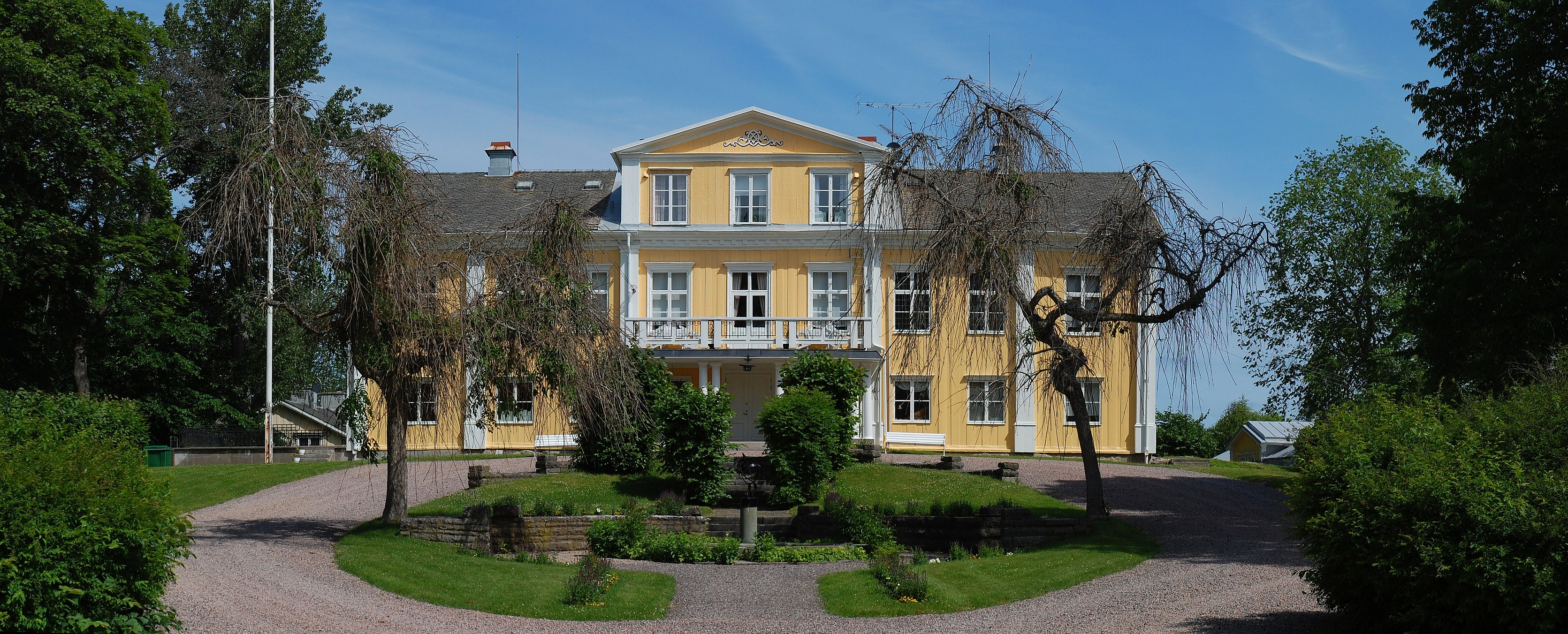
Björneborgs herrgård
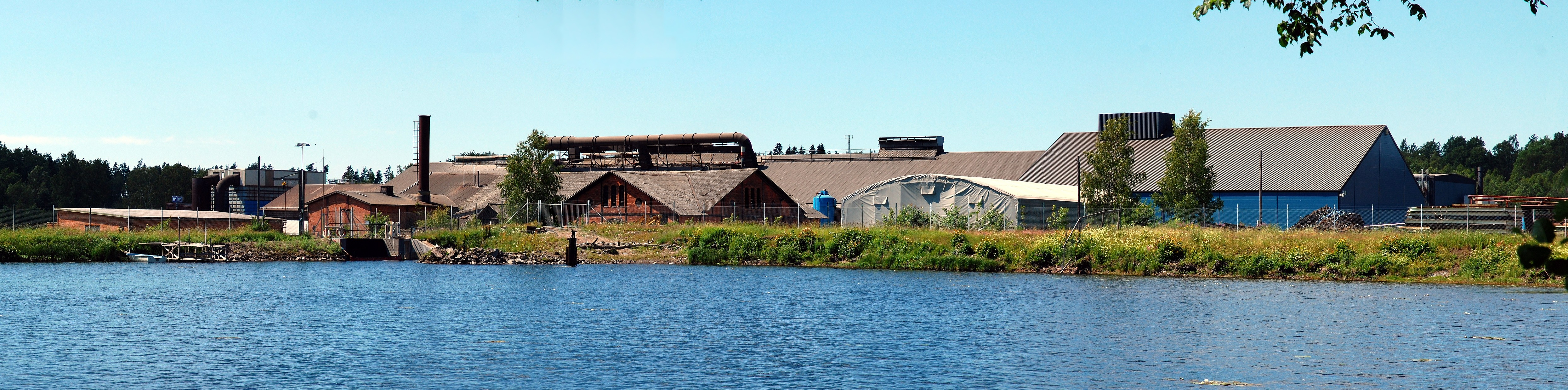
Björneborgs järnverk
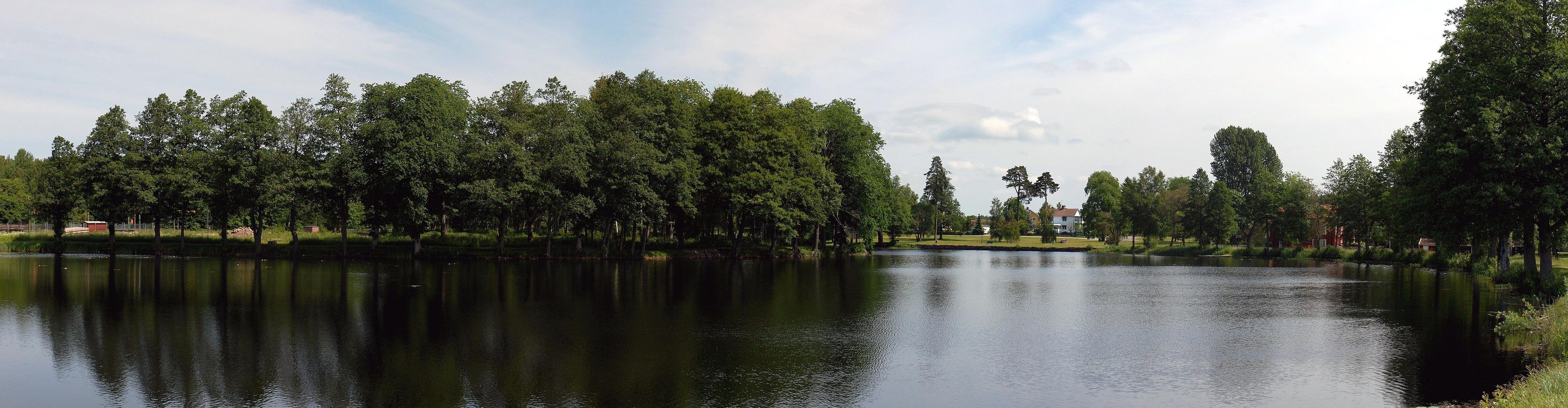
Björneborg